# Fußball-Europameisterschaft 2024/Gruppe E
| Pl. | Land     | Sp. | S | U | N | Tore    | Diff. | Punkte |
| --- | -------- | --- | - | - | - | ------- | ----- | ------ |
| 1.  | Rumänien | 3   | 1 | 1 | 1 | 004:300 | +1    | 04     |
| 2.  | Belgien  | 3   | 1 | 1 | 1 | 002:100 | +1    | 04     |
| 3.  | Slowakei | 3   | 1 | 1 | 1 | 003:300 | ±0    | 04     |
| 4.  | Ukraine  | 3   | 1 | 1 | 1 | 002:400 | −2    | 04     |

Gruppe E der Fußball-Europameisterschaft 2024:

## Rumänien – Ukraine 3:0 (1:0)
| Rumänien                                                             | Rumänien | Ukraine | Ukraine | Aufstellung                        |
| -------------------------------------------------------------------- | --- | --- | ------- | ---------------------------------- |
| Rumänien                                                             | \| 1. Spieltag \| \| 17. Juni 2024 um 15:00 Uhr (MESZ) in München (München Fußball Arena) \| \| Zuschauer: 61.591 \| \| Schiedsrichter: Glenn Nyberg ( Schweden) 1 \| \| Spielbericht \| | \| 1. Spieltag \| \| 17. Juni 2024 um 15:00 Uhr (MESZ) in München (München Fußball Arena) \| \| Zuschauer: 61.591 \| \| Schiedsrichter: Glenn Nyberg ( Schweden) 1 \| \| Spielbericht \| | Ukraine | Aufstellung Rumänien gegen Ukraine |
| Rumänien                                                             | Florin Niță – Andrei Rațiu, Radu Drăgușin, Andrei Burcă, Nicușor Bancu – Marius Marin (75. Adrian Rus) – Dennis Man (62. Ianis Hagi), Răzvan Marin, Nicolae Stanciu (87. Bogdan Racovițan), Florinel Coman (62. Valentin Mihăilă) – Denis Drăguș (75. George Pușcaș) Cheftrainer: Eduard Iordănescu | Andrij Lunin – Juchym Konoplja (72. Oleksandr Tymtschyk), Illja Sabarnyj, Mykola Matwijenko, Oleksandr Sintschenko – Taras Stepanenko (62. Wolodymyr Braschko), Mykola Schaparenko (62. Roman Jaremtschuk) – Wiktor Zyhankow (62. Andrij Jarmolenko), Heorhij Sudakow (83. Ruslan Malinowskyj), Mychajlo Mudryk – Artem Dowbyk Cheftrainer: Serhij Rebrow | Ukraine | Aufstellung Rumänien gegen Ukraine |
| Rumänien                                                             | 1:0 Stanciu (29.) 2:0 R. Marin (53.) 3:0 Drăguș (57.) | | Ukraine | Aufstellung Rumänien gegen Ukraine |
| Rumänien                                                             | R. Marin (79.) | Konoplja (67.) | Ukraine | Aufstellung Rumänien gegen Ukraine |
| Rumänien                                                             | Spieler des Spiels: Nicolae Stanciu (Rumänien) | | Ukraine | Aufstellung Rumänien gegen Ukraine |
| 1. Spieltag                                                          | | |         |                                    |
| 17. Juni 2024 um 15:00 Uhr (MESZ) in München (München Fußball Arena) | | |         |                                    |
| Zuschauer: 61.591                                                    | | |         |                                    |
| Schiedsrichter: Glenn Nyberg ( Schweden) 1                           | | |         |                                    |
| Spielbericht                                                         | | |         |                                    |

## Belgien – Slowakei 0:1 (0:1)
| Belgien                                                                  | Belgien | Slowakei | Slowakei | Aufstellung                        |
| ------------------------------------------------------------------------ | --- | --- | -------- | ---------------------------------- |
| Belgien                                                                  | \| 1. Spieltag \| \| 17. Juni 2024 um 18:00 Uhr (MESZ) in Frankfurt am Main (Frankfurt Arena) \| \| Zuschauer: 45.181 \| \| Schiedsrichter: Halil Umut Meler ( Türkei) 2 \| \| Spielbericht \| | \| 1. Spieltag \| \| 17. Juni 2024 um 18:00 Uhr (MESZ) in Frankfurt am Main (Frankfurt Arena) \| \| Zuschauer: 45.181 \| \| Schiedsrichter: Halil Umut Meler ( Türkei) 2 \| \| Spielbericht \|                                                                                                  | Slowakei | Aufstellung Belgien gegen Slowakei |
| Belgien                                                                  | Koen Casteels – Timothy Castagne, Wout Faes, Zeno Debast, Yannick Carrasco (84. Dodi Lukébakio) – Orel Mangala (57. Johan Bakayoko), Amadou Onana – Leandro Trossard (74. Youri Tielemans), Kevin De Bruyne , Jérémy Doku (84. Loïs Openda) – Romelu Lukaku Cheftrainer: Domenico Tedesco ( Italien) | Martin Dúbravka – Peter Pekarík, Denis Vavro, Milan Škriniar , Dávid Hancko – Juraj Kucka, Stanislav Lobotka, Ondrej Duda (90.+4' Adam Obert) – Ivan Schranz (81. Dávid Ďuriš), Róbert Boženík (70. David Strelec), Lukáš Haraslín (70. Tomáš Suslov) Cheftrainer: Francesco Calzona ( Italien) | Slowakei | Aufstellung Belgien gegen Slowakei |
| Belgien                                                                  | 0:1 Schranz (7.) | | Slowakei | Aufstellung Belgien gegen Slowakei |
| Belgien                                                                  | Mangala (29.), Tielemans (76.), Lukébakio (85.) | Schranz (41.) | Slowakei | Aufstellung Belgien gegen Slowakei |
| Belgien                                                                  | Spieler des Spiels: Stanislav Lobotka (Slowakei) | | Slowakei | Aufstellung Belgien gegen Slowakei |
| 1. Spieltag                                                              | | |          |                                    |
| 17. Juni 2024 um 18:00 Uhr (MESZ) in Frankfurt am Main (Frankfurt Arena) | | |          |                                    |
| Zuschauer: 45.181                                                        | | |          |                                    |
| Schiedsrichter: Halil Umut Meler ( Türkei) 2                             | | |          |                                    |
| Spielbericht                                                             | | |          |                                    |

## Slowakei – Ukraine 1:2 (1:0)
| Slowakei                                                           | Slowakei | Ukraine | Ukraine | Aufstellung                        |
| ------------------------------------------------------------------ | --- | --- | ------- | ---------------------------------- |
| Slowakei                                                           | \| 2. Spieltag \| \| 21. Juni 2024 um 15:00 Uhr (MESZ) in Düsseldorf (Düsseldorf Arena) \| \| Zuschauer: 43.910 \| \| Schiedsrichter: Michael Oliver ( England) 3 \| \| Spielbericht \| | \| 2. Spieltag \| \| 21. Juni 2024 um 15:00 Uhr (MESZ) in Düsseldorf (Düsseldorf Arena) \| \| Zuschauer: 43.910 \| \| Schiedsrichter: Michael Oliver ( England) 3 \| \| Spielbericht \| | Ukraine | Aufstellung Slowakei gegen Ukraine |
| Slowakei                                                           | Martin Dúbravka – Peter Pekarík, Denis Vavro, Milan Škriniar , Dávid Hancko (67. Adam Obert) – Juraj Kucka, Stanislav Lobotka, Ondrej Duda (60. László Bénes) – Ivan Schranz (86. Leo Sauer), Róbert Boženík (60. David Strelec), Lukáš Haraslín (67. Tomáš Suslov) Cheftrainer: Francesco Calzona ( Italien) | Anatolij Trubin – Oleksandr Tymtschyk, Illja Sabarnyj, Mykola Matwijenko, Oleksandr Sintschenko – Mykola Schaparenko (90.+2' Maksym Talowjerow), Wolodymyr Braschko (85. Serhij Sydortschuk), Heorhij Sudakow – Andrij Jarmolenko (67. Oleksandr Subkow), Artem Dowbyk (67. Roman Jaremtschuk), Mychajlo Mudryk (85. Ruslan Malinowskyj) Cheftrainer: Serhij Rebrow | Ukraine | Aufstellung Slowakei gegen Ukraine |
| Slowakei                                                           | 1:0 Schranz (17.) | 1:1 Schaparenko (54.) 1:2 Jaremtschuk (80.) | Ukraine | Aufstellung Slowakei gegen Ukraine |
| Slowakei                                                           | Jaremtschuk (84.) | | Ukraine | Aufstellung Slowakei gegen Ukraine |
| Slowakei                                                           | Spieler des Spiels: Mykola Schaparenko (Ukraine) | | Ukraine | Aufstellung Slowakei gegen Ukraine |
| 2. Spieltag                                                        | | |         |                                    |
| 21. Juni 2024 um 15:00 Uhr (MESZ) in Düsseldorf (Düsseldorf Arena) | | |         |                                    |
| Zuschauer: 43.910                                                  | | |         |                                    |
| Schiedsrichter: Michael Oliver ( England) 3                        | | |         |                                    |
| Spielbericht                                                       | | |         |                                    |

## Belgien – Rumänien 2:0 (1:0)
| Belgien                                                  | Belgien | Rumänien | Rumänien | Aufstellung                        |
| -------------------------------------------------------- | --- | --- | -------- | ---------------------------------- |
| Belgien                                                  | \| 2. Spieltag \| \| 22. Juni 2024 um 21:00 Uhr (MESZ) in Köln (Köln Stadion) \| \| Zuschauer: 42.535 \| \| Schiedsrichter: Szymon Marciniak ( Polen) 4 \| \| Spielbericht \| | \| 2. Spieltag \| \| 22. Juni 2024 um 21:00 Uhr (MESZ) in Köln (Köln Stadion) \| \| Zuschauer: 42.535 \| \| Schiedsrichter: Szymon Marciniak ( Polen) 4 \| \| Spielbericht \|                                                                                                 | Rumänien | Aufstellung Belgien gegen Rumänien |
| Belgien                                                  | Koen Casteels – Timothy Castagne, Wout Faes, Jan Vertonghen – Jérémy Doku (72. Yannick Carrasco), Youri Tielemans (72. Orel Mangala), Amadou Onana, Arthur Theate (77. Zeno Debast) – Kevin De Bruyne , Romelu Lukaku, Dodi Lukébakio (56. Leandro Trossard) Cheftrainer: Domenico Tedesco ( Italien) | Florin Niță – Andrei Rațiu (90. Deian Sorescu), Radu Drăgușin, Andrei Burcă, Nicușor Bancu – Marius Marin (68. Darius Olaru) – Dennis Man, Răzvan Marin, Nicolae Stanciu , Valentin Mihăilă (68. Ianis Hagi) – Denis Drăguș (81. Denis Alibec) Cheftrainer: Eduard Iordănescu | Rumänien | Aufstellung Belgien gegen Rumänien |
| Belgien                                                  | 1:0 Tielemans (2.) 2:0 De Bruyne (80.) | | Rumänien | Aufstellung Belgien gegen Rumänien |
| Belgien                                                  | Lukébakio (35.) | Bancu (59.), M. Marin (65.) | Rumänien | Aufstellung Belgien gegen Rumänien |
| Belgien                                                  | Spieler des Spiels: Kevin De Bruyne (Belgien) | | Rumänien | Aufstellung Belgien gegen Rumänien |
| 2. Spieltag                                              | | |          |                                    |
| 22. Juni 2024 um 21:00 Uhr (MESZ) in Köln (Köln Stadion) | | |          |                                    |
| Zuschauer: 42.535                                        | | |          |                                    |
| Schiedsrichter: Szymon Marciniak ( Polen) 4              | | |          |                                    |
| Spielbericht                                             | | |          |                                    |

## Ukraine – Belgien 0:0
| Ukraine                                                          | Ukraine | Belgien | Belgien | Aufstellung                       |
| ---------------------------------------------------------------- | --- | --- | ------- | --------------------------------- |
| Ukraine                                                          | \| 3. Spieltag \| \| 26. Juni 2024 um 18:00 Uhr (MESZ) in Stuttgart (Stuttgart Arena) \| \| Zuschauer: 54.000 \| \| Schiedsrichter: Anthony Taylor ( England) 5 \| \| Spielbericht \| | \| 3. Spieltag \| \| 26. Juni 2024 um 18:00 Uhr (MESZ) in Stuttgart (Stuttgart Arena) \| \| Zuschauer: 54.000 \| \| Schiedsrichter: Anthony Taylor ( England) 5 \| \| Spielbericht \| | Belgien | Aufstellung Ukraine gegen Belgien |
| Ukraine                                                          | Anatolij Trubin – Oleksandr Tymtschyk, Illja Sabarnyj, Oleksandr Swatok (81. Andrij Jarmolenko), Mykola Matwijenko , Witalij Mykolenko (58. Oleksandr Sintschenko) – Mykola Schaparenko (70. Wladyslaw Wanat), Wolodymyr Braschko (70. Taras Stepanenko), Heorhij Sudakow – Roman Jaremtschuk (70. Ruslan Malinowskyj), Artem Dowbyk Cheftrainer: Serhij Rebrow | Koen Casteels – Jan Vertonghen, Wout Faes, Arthur Theate, Timothy Castagne – Kevin De Bruyne , Amadou Onana, Youri Tielemans (62. Orel Mangala) – Jérémy Doku (77. Johan Bakayoko), Romelu Lukaku (90. Loïs Openda), Leandro Trossard (62. Yannick Carrasco) Cheftrainer: Domenico Tedesco ( Italien) | Belgien | Aufstellung Ukraine gegen Belgien |
| Ukraine                                                          | Dowbyk (69.) | Faes (43.) | Belgien | Aufstellung Ukraine gegen Belgien |
| Ukraine                                                          | Spieler des Spiels: Kevin De Bruyne (Belgien) | | Belgien | Aufstellung Ukraine gegen Belgien |
| 3. Spieltag                                                      | | |         |                                   |
| 26. Juni 2024 um 18:00 Uhr (MESZ) in Stuttgart (Stuttgart Arena) | | |         |                                   |
| Zuschauer: 54.000                                                | | |         |                                   |
| Schiedsrichter: Anthony Taylor ( England) 5                      | | |         |                                   |
| Spielbericht                                                     | | |         |                                   |

## Slowakei – Rumänien 1:1 (1:1)
| Slowakei                                                                 | Slowakei | Rumänien | Rumänien | Aufstellung                         |
| ------------------------------------------------------------------------ | --- | --- | -------- | ----------------------------------- |
| Slowakei                                                                 | \| 3. Spieltag \| \| 26. Juni 2024 um 18:00 Uhr (MESZ) in Frankfurt am Main (Frankfurt Arena) \| \| Zuschauer: 45.033 \| \| Schiedsrichter: Daniel Siebert ( Deutschland) 6 \| \| Spielbericht \| | \| 3. Spieltag \| \| 26. Juni 2024 um 18:00 Uhr (MESZ) in Frankfurt am Main (Frankfurt Arena) \| \| Zuschauer: 45.033 \| \| Schiedsrichter: Daniel Siebert ( Deutschland) 6 \| \| Spielbericht \|                                                                          | Rumänien | Aufstellung Slowakei gegen Rumänien |
| Slowakei                                                                 | Martin Dúbravka – Peter Pekarík (90.+2' Norbert Gyömbér), Denis Vavro, Milan Škriniar , Dávid Hancko – Juraj Kucka, Stanislav Lobotka, Ondrej Duda (90.+2' Matúš Bero) – Ivan Schranz (78. Dávid Ďuriš), David Strelec (70. Róbert Boženík), Lukáš Haraslín (70. Tomáš Suslov) Cheftrainer: Francesco Calzona ( Italien) | Florin Niță – Andrei Rațiu, Radu Drăgușin, Andrei Burcă, Nicușor Bancu – Marius Marin – Ianis Hagi (66. Dennis Man), Răzvan Marin (86. Adrian Rus), Nicolae Stanciu , Florinel Coman (58. Deian Sorescu) – Denis Drăguș (66. George Pușcaș) Cheftrainer: Eduard Iordănescu | Rumänien | Aufstellung Slowakei gegen Rumänien |
| Slowakei                                                                 | 1:0 Duda (24.) | 1:1 R. Marin (37., Foulelfmeter) | Rumänien | Aufstellung Slowakei gegen Rumänien |
| Slowakei                                                                 | Duda (90.+1') | Burcă (45.+1'), Bancu (45.+4'), Iordănescu (55., Trainer), Pușcaș (88.) | Rumänien | Aufstellung Slowakei gegen Rumänien |
| Slowakei                                                                 | Spieler des Spiels: Stanislav Lobotka (Slowakei) | | Rumänien | Aufstellung Slowakei gegen Rumänien |
| 3. Spieltag                                                              | | |          |                                     |
| 26. Juni 2024 um 18:00 Uhr (MESZ) in Frankfurt am Main (Frankfurt Arena) | | |          |                                     |
| Zuschauer: 45.033                                                        | | |          |                                     |
| Schiedsrichter: Daniel Siebert ( Deutschland) 6                          | | |          |                                     |
| Spielbericht                                                             | | |          |                                     |